# Arnulfo de Lisieux

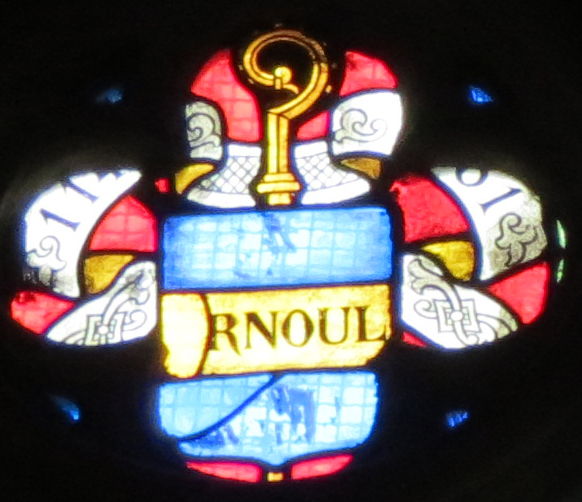
Brasão de Arnulfo num vitral em Lisieux mostrando o seu báculo e a as datas de seu episcopado (1141–1181).

Arnulfo de Lisieux (em latim: Arnulfus Lexoviensis; em francês:  Arnoul de Lisieux; c. 1104/1109 – 31 de agosto de 1184) foi um biógrafo francês que se destacou como uma das forças conservadores durante o Renascimento do século XII, construindo a Catedral de Lisieux, que introduziu a arquitetura gótica na Normandia, e implementou as reformas de Bernardo de Claraval.

## Vida
Arnulfo nasceu na Normandia, segundo filho de Hardouin de Neuville e, tendo sido educado por seu irmão mais velho, João (Jean), bispo de Sées, seguiu seus estudos formando-se em direito canônico em Roma. Deixou sua marca ao escrever em defesa do papa Inocêncio II uma agressiva carta contra Geraldo (Gerard), bispo de Angoulême, a "caluniosa e antissemita" "Invectiva in Girardum Engolismensem episcopum", publicada por Ludovico Antonio Muratori em sua "Rerum italicarum Scriptores ab anno æræ christianæ 500 ad annum" (vol. III:423–432), que era um aliado do antipapa Anacleto II (Petrus Leonis). Depois, seguiu para o Reino da Inglaterra para servir na corte de Estêvão durante "A Anarquia".
Em 1141, foi nomeado bispo de Lisieux. Acompanhou Luís VII em sua cruzada (1147), manteve-se fiel ao papa Alexandre III no Sínodo de Tours (1163) durante o cisma provocado pela eleição papal de 1159 e conclamou os demais bispos a defenderem a causa da liberdade eclesiásticas contra Henrique II da Inglaterra.
Foi um dos primeiros partidários de Henrique em suas dificuldades, sendo duque da Normandia, para tornar-se rei da Inglaterra e apoiou o partido do rei no conflito contra o arcebispo de Cantuária Thomas Becket, mas, ao tentar mediar entre eles, acabou alienando ambos; depois do assassinato de Becket, Arnulfo se encarregou de defender o rei perante o papa. Em 1181 ou possivelmente pouco antes, caiu em desgraça junto ao rei e, por um breve período, junto ao papa Lúcio III também. Renunciou à sua sé alegando idade avançada e fraqueza e se retirou para a Abadia de São Vítor em Paris, onde morreu. 
Entre suas obras estão uma coleção de cartas, organizadas por ele mesmo, que sobreviveu em 19 manuscritos, e algumas poesias, tudo publicado na Patrologia Latina por Migne (CCI:1–200). 
Arnulfo era tio de Hugo Nonant, que foi bispo de Conventry entre 1185 e 1198.